# Godfrey Oboabona
Godfrey Itama Oboabona (Akure, 16 augustus 1990) is een Nigeriaans voetballer, die op dit moment als verdediger speelt voor de club Çaykur Rizespor.

## Club carrière
Oboabona begon zijn professionele voetbalcarrière bij de club Sunshins Stars F.C. In 2013 kreeg hij een aanbod voor een proefperiode bij Arsenal. Hij koos echter voor een transfer naar Çaykur Rizespor, waar hij een vierjarig contract tekende.

## Internationale carrière
Oboabona maakte zijn debuut voor Nigeria in 2012. Hij speelde in 2013 mee in de African Cup of Nations, dat door Nigeria werd gewonnen en later dat jaar ook in de Confederations Cup. In 2014 werd hij geselecteerd in de voorselectie voor het Wereldkampioenschap in Brazilië.